# Peter Gray
Pour les articles homonymes, voir Peter S. Gray et Gray.
Peter Gray (25 août 1926 - 7 juin 2012) est professeur de chimie physique à l'Université de Leeds, puis maître du Gonville and Caius College, Cambridge.

## Biographie
Gray fréquente le lycée de Newport et fait ses études à l'Université de Cambridge où il obtient un baccalauréat ès arts en sciences naturelles en 1946 et un doctorat en chimie trois ans plus tard.
En 1955, Gray est nommé maître de conférences en chimie à l'Université de Leeds. Il est promu lecteur en 1959 et titulaire d'une chaire personnelle en tant que professeur de chimie physique en 1962. Il devient chef du département de chimie physique à la démission de Frederick Dainton en 1965. Ses recherches portent sur les flammes de combustion et les réactions oscillatoires d'explosion et le chaos en chimie.
Gray quitte Leeds lorsqu'il est élu maître de son ancien collège Gonville and Caius College, Cambridge en 1988. Il reste maître jusqu'en 1996 et est ensuite membre à vie du collège jusqu'à sa mort en 2012.
Il est élu membre de la Royal Society (FRS) en 1977. Il reçoit un doctorat honorifique de l'Université de Leeds en 1997.
Avec sa première épouse, Barbara (qui est chargée de cours en biochimie à l'Université de Leeds), Gray a quatre enfants; Christine, Andrew, David et Sally. Après sa mort en 1992, Gray épouse sa seconde épouse, Rachel, qui lui a survécu. 